# غدب شقوقي
غدب شقوقي (باللاتينية: Scrophularia chasmophila ) هو نوع نباتي يتبع جنس الغدب من الفصيلة الغدبية.